# Swordfish (U-Boot, 1916)
Die HMS Swordfish war ein experimentelles U-Boot, das vor dem Ersten Weltkrieg für die Royal Navy gebaut wurde.

## Geschichte
Die Swordfish wurde entwickelt, um die Forderung des U-Boot-Ausschusses der Royal Navy nach einem großen U-Boot zu erfüllen, das in der Lage war, mit der Flotte bei einer Geschwindigkeit von 20 Knoten (37 km/h) an der Oberfläche zu operieren. Die meisten der früheren britischen U-Boote waren von Vickers gebaute Einhüllenboote und die Marine war daran interessiert, andere Konstruktionen zu prüfen. Kapitän Roger Keyes, Inspektionskapitän für Unterseeboote, war zuvor als Marineattaché in Italien tätig gewesen und hatte sich über die italienischen U-Boot-Entwicklungen auf dem Laufenden gehalten, zu denen insbesondere die von Cesare Laurenti für Fiat entworfenen Zweihüllenboote gehörten. Zunächst wurden drei Boote der S-Klasse bestellt und Laurenti wurde aufgefordert, einen Entwurf vorzulegen, der den Anforderungen der Royal Navy entsprach.
Fincantieri hatte Vorbehalte gegen den Einsatz von Schweröl-Dieselmotoren und zögerte, den Erfolg solcher Motoren mit der erforderlichen Leistung zu garantieren. Zur gleichen Zeit bereitete Laurenti einen Entwurf mit Dampfturbinen vor, der eine Geschwindigkeit von 18 Knoten bei einer Verdrängung von 856 Tonnen vorsah. Sein Entwurf wurde von Scotts geändert und mit Kanonen versehen. Die Swordfish wurde am 18. August 1913 bei der Scotts in Auftrag gegeben und am 28. Februar 1914 auf Kiel gelegt. Der Ausbruch des Ersten Weltkriegs sechs Monate später behinderte ihren Bau erheblich, so dass sie erst am 18. März 1916 vom Stapel lief. Die Swordfish wurde am 28. April 1916, noch vor ihrer Fertigstellung, am 21. Juli in Dienst gestellt und in HMS S1 umbenannt. Unter Kapitän Geoffrey Layton wurde sie nach ihrer Fertigstellung fünf Monate lang erprobt, um die Dampfkraft für den Einsatz auf U-Booten zu testen. Die dabei gewonnenen Erkenntnisse flossen in den Bau der späteren K-Klasse. Sie erwies sich beim Auftauchen als sehr instabil, vermutlich weil sie das Wasser nicht schnell genug aus den Ballasttanks im oberen Teil ihres Doppelrumpfes pumpen konnte. Diese Probleme und ihre zu geringe Geschwindigkeit bedeuteten, dass es unmöglich war, aus ihr ein effektives Kriegsschiff zu machen, und sie wurde nach ihrer Erprobung stillgelegt.
Im Juli 1917 erhielt die S1 wieder ihren ursprünglichen Namen und wurde zwischen dem 27. Juni 1917 und dem 24. Januar 1918 zu einem Überwasser-Patrouillenschiff umgebaut. Ihre Torpedorohre wurden entfernt, sie erhielt ein Vorschiff und eine Brücke, und ihr Schornstein wurde befestigt und verlängert. Außerdem wurde sie mit einer 101-mm-Kanone und Wasserbomben ausgestattet. Die Swordfish gehörte nach dem Abschluss ihrer Seeerprobung zur 1. Zerstörerflottille in Portsmouth; über ihren späteren Einsatz ist nichts bekannt. Die Swordfish wurde am 30. Oktober 1918 ausgemustert und im Januar 1919 von der Marineliste gestrichen. Sie wurde im Juli 1922 zum Abwracken an Pounds in Portsmouth verkauft, soll aber 1923 an Hayes in Porthcawl weiterverkauft worden sein.

## Technik
Das Schiff hatte eine Gesamtlänge von 70,49 m, eine Breite von 6,99 m und einen Tiefgang von 4,55 m. Die Verdrängung lag Überwasser bei 947 t und Unterwasser bei 1123 t. Die Tauchtiefe und die Tauchzeit der Swordfish sind nicht bekannt, da die Aufzeichnungen über die Seeerprobung nicht erhalten geblieben sind. Das Abschalten des Kessels, das Einfahren des Schornsteins und das Versiegeln der Kesselabsaugung dauerte etwa 75 Sekunden, einschließlich des Umschaltens auf die Elektromotoren. Im Gegensatz zu den zeitgenössischen Vickers-Konstruktionen wurde den Sicherheitsvorkehrungen, einschließlich der umfangreichen Unterteilung, große Aufmerksamkeit geschenkt. Meldebojen, die vom Inneren des U-Boots aus ausgelöst werden konnten, waren ebenso vorhanden wie externe Luftanschlüsse und eine geladene Hochdruckleitung, die jede bemannte Abteilung oder die Wohnräume mit Luft versorgen konnte. Außerdem konnten die Hauptballasttanks von beiden Enden des Schiffes ausgeblasen werden.

### Antrieb
Die Swordfish war mit zwei Parsons-Turbinen ausgestattet, die jeweils eine Welle antrieben und insgesamt 4000 PS (2942 kW) entwickelten, mit der sie eine Höchstgeschwindigkeit von 18 Knoten (33 km/h) erreichte. Der Dampf wurde von einem Admiralty-Kessel geliefert. Für die Unterwasserfahrt standen zwei Elektromotoren zur Verfügung, die insgesamt 1400 PS (1030 kW) entwickelten, mit der sie eine Höchstgeschwindigkeit von 10 Knoten (19 km/h) erreichte. Der Strom wurde von 64 Batteriezellen geliefert. Das Schiff konnte maximal 104 t Heizöl mitführen, was ihr bei 8,5 Knoten (16 km/h) eine Reichweite von 3000 Seemeilen (5600 km) ermöglichte. Ihre Batterien ermöglichten ihr für die Fahrt unter Wasser bei 6 Knoten (11 km/h) eine Reichweite von 60 Seemeilen (110 km). Die Besatzung des Schiffes bestand aus 18 Mann plus Offiziere.

### Bewaffnung
Die Bewaffnung bestand aus zwei 530-mm- und vier 460-mm-Torpedorohren. Jedes Torpedorohr konnte einmal nachgeladen werden. Zwei 76-mm-Geschütze waren auf dem Deck in versenkbaren Lafetten angebracht, je eines vor und hinter dem Kommandoturm. Sie waren mit wasserdichten Hauben abgedeckt, um die Stromlinienform des U-Boots zu erhalten.